# Iraq Stars League 2023/24
Die Iraq Stars League 2023/24 war die erste Spielzeit der höchsten irakischen Fußballliga seit ihrer Gründung im Jahr 1974 unter diesem Namen und die 50. Spielzeit insgesamt. Ausgetragen wurde die Liga vom irakischen Fußballverband. An der Liga nahmen 20 Mannschaften teil. Die Saison begann am 26. Oktober 2023 und endete am 14. Juli 2024. Titelverteidiger war der al-Shorta SC.

## Modus
Die Vereine spielten ein Doppelrundenturnier aus, womit sich insgesamt 38 Spiele pro Mannschaft ergaben. Dies stellte eine Veränderung zur Vorsaison dar, die zunächst in zwei Gruppen zu je zehn Mannschaften mit anschließender Finalrunde ausgetragen wurde. Es wurde nach der 3-Punkte-Regel gespielt (drei Punkte pro Sieg, ein Punkt pro Unentschieden). Die Tabelle wurde nach den folgenden Kriterien bestimmt:
1. Anzahl der erzielten Punkte
2. Tordifferenz aus allen Spielen
3. Anzahl Tore in allen Spielen

## Mannschaften
| Mannschaft           | Standort     | Stadion                        | Kapazität |
| -------------------- | ------------ | ------------------------------ | --------- |
| Al-Hedod SC          | Bagdad       | Al-Saher Ahmed Radhi Stadium   | 5.150     |
| al-Kahrabaa SC       | Bagdad       | al-Zawraa Stadium              | 15.443    |
| al-Karkh SC          | Bagdad       | al-Saher Ahmed Radhi Stadium   | 5.150     |
| Al-Mina'a SC         | Basra        | Al-Minaa Olympic Stadium       | 30.000    |
| al-Naft SC           | Bagdad       | Al-Madina Stadium              | 32.000    |
| al-Najaf SC          | an-Nadschaf  | al-Najaf International Stadium | 30.000    |
| al-Qasim SC          | Babil        | Karbala International Stadium  | 30.000    |
| al-Quwa al-Dschawiya | Bagdad       | al-Shaab-Stadion               | 35.700    |
| al-Shorta SC         | Bagdad       | al-Shaab-Stadion               | 40.000    |
| al-Talaba SC         | Bagdad       | al-Shaab-Stadion               | 40.000    |
| al-Zawraa SC         | Bagdad       | al-Zawraa Stadium              | 15.443    |
| Amanat Bagdad SC     | Bagdad       | Al-Madina Stadium              | 32.000    |
| Duhok SC             | Dohuk        | Duhok Stadium                  | 22.800    |
| Erbil SC             | Erbil        | Franso-Hariri-Stadion          | 25.000    |
| Karbala SC           | Kerbela      | Karbala International Stadium  | 30.000    |
| Naft al-Basra SC     | Basra        | Al-Minaa Olympic Stadium       | 30.000    |
| Naft al-Wasat SC     | an-Nadschaf  | al-Najaf International Stadium | 30.000    |
| Naft Maysan SC       | Maisan       | Maysan Olympic Stadium         | 25.000    |
| Newroz SC            | Sulaimaniyya | Sulaymaniyah Stadium           | 15.000    |
| Zakho SC             | Dohuk        | Zakho International Stadium    | 20.000    |

## Abschlusstabelle
Stand: Saisonende 2023/24
| Pl. | Verein               | Sp. | S  | U  | N  | Tore    | Diff. | Punkte |
| --- | -------------------- | --- | -- | -- | -- | ------- | ----- | ------ |
| 1.  | al-Shorta SC (M)     | 38  | 26 | 9  | 3  | 074:360 | +38   | 87     |
| 2.  | al-Quwa al-Dschawiya | 38  | 24 | 10 | 4  | 068:320 | +36   | 82     |
| 3.  | al-Zawraa SC         | 38  | 21 | 12 | 5  | 054:230 | +31   | 75     |
| 4.  | al-Najaf SC          | 38  | 19 | 10 | 9  | 045:280 | +17   | 67     |
| 5.  | Zakho SC             | 38  | 17 | 16 | 5  | 037:200 | +17   | 67     |
| 6.  | Duhok SC             | 38  | 14 | 16 | 8  | 041:330 | +8    | 58     |
| 7.  | Newroz SC            | 38  | 15 | 11 | 12 | 061:490 | +12   | 56     |
| 8.  | al-Talaba SC         | 38  | 13 | 14 | 11 | 040:380 | +2    | 53     |
| 9.  | Al-Hedod SC          | 38  | 13 | 11 | 14 | 037:460 | −9    | 50     |
| 10. | Naft Maysan SC       | 38  | 10 | 17 | 11 | 040:390 | +1    | 47     |
| 11. | al-Naft SC           | 38  | 10 | 16 | 12 | 037:440 | −7    | 46     |
| 12. | Al-Mina'a SC (N)     | 38  | 10 | 12 | 16 | 038:590 | −21   | 42     |
| 13. | Al-Kahrabaa SC       | 38  | 8  | 17 | 13 | 047:510 | −4    | 41     |
| 14. | Erbil SC             | 38  | 9  | 14 | 15 | 046:500 | −4    | 41     |
| 15. | al-Karkh SC          | 38  | 7  | 18 | 13 | 036:450 | −9    | 39     |
| 16. | Karbala SC           | 38  | 8  | 13 | 17 | 039:600 | −21   | 37     |
| 17. | al-Qasim SC 1        | 38  | 8  | 14 | 16 | 042:530 | −11   | 35     |
| 18. | Naft al-Basra SC     | 38  | 8  | 10 | 20 | 029:460 | −17   | 34     |
| 19. | Amanat Bagdad SC (N) | 38  | 6  | 13 | 19 | 033:530 | −20   | 31     |
| 20. | Naft al-Wasat SC     | 38  | 1  | 13 | 24 | 024:650 | −41   | 16     |

| Zum Saisonende 2022/23: |
| Irakischer Meister und Qualifikation für die AFC Champions League Elite 2024/25 Teilnahme an der Gruppenphase der AFC Champions League Two 2024/25 Qualifikation zu den regionalen Play-Off-Spielen2 Qualifikation für das Abstiegs Play-Off-Spiel3 Abstieg in die Iraq Division One |

| Zum Saisonende 2021/22:                                                    |
| (M): Amtierender Meister: al-Shorta SC                                     |
| (N): Aufsteiger aus der Iraq Division One: Al-Mina'a SC, Amanat Baghdad SC |

- 1 al-Qasim SC wurden drei Punkte abgezogen, da sie am 16. Spieltag vorzeitig vom Platz gegangen waren
- 2 Die vier Mannschaften, die am Ende der Saison 2023/24 die Plätze 3 bis 6 belegten, mussten in einem Play-Off-Turnier gegeneinander antreten, um den Teilnehmer des Irak an der Gulf Cup Champions League zu ermitteln. Sollte es am Ende der regulären Spielzeit unentschieden stehen, folgt direkt das Elfmeterschießen.
- 3 Die Mannschaften, die am Ende der Saison 2023/24 den 17. und 18. Tabellenplatz belegten, traten in einem Play-Off-Spiel gegeneinander an. Der Sieger verbleibt in der ersten Liga, der Verlierer bestreitet das Relegationsspiel.

### Regionale Play-Off-Spiele
| Platzierung | Mannschaft   |
| ----------- | ------------ |
| 3. Platz    | al-Zawraa SC |
| 4. Platz    | al-Najaf SC  |
| 5. Platz    | Zakho SC     |
| 6. Platz    | Duhok SC     |

#### Halbfinale
| Datum                      |              | Ergebnis        |          |
| -------------------------- | ------------ | --------------- | -------- |
| 19. Juli 2024 um 19:30 Uhr | al-Zawraa SC | 0:3             | Duhok SC |
| 19. Juli 2024 um 19:30 Uhr | al-Najaf SC  | 0:0 (4:3 i. E.) | Zakho SC |

#### Finale
| Datum                      |          | Ergebnis |             |
| -------------------------- | -------- | -------- | ----------- |
| 23. Juli 2024 um 19:30 Uhr | Duhok SC | 1:0      | al-Najaf SC |

- Duhok SC qualifiziert für die Gulf Cup Champions League

### Play-Off-Spiel (Relegation)
| Platzierung | Mannschaft       |
| ----------- | ---------------- |
| 17. Platz   | al-Qasim SC      |
| 18. Platz   | Naft al-Wasat SC |

| Datum                      |             | Ergebnis |                  |
| -------------------------- | ----------- | -------- | ---------------- |
| 20. Juli 2024 um 19:30 Uhr | al-Qasim SC | 1:2      | Naft al-Wasat SC |

- Naft al-Wasat SC verblieb in der ersten Liga
- al-Qasim SC trat gegen den Vertreter der zweiten Liga an

| Datum                      |             | Ergebnis |                          |
| -------------------------- | ----------- | -------- | ------------------------ |
| 24. Juli 2024 um 19:30 Uhr | al-Qasim SC | 2:1      | Peshmerga Sulaymaniya SC |

- al-Qasim SC verblieb in der ersten Liga

## Torschützenliste
Saisonende 2023/24
| Platz | Spieler                  | Mannschaft           | Tore |
| ----- | ------------------------ | -------------------- | ---- |
| 1.    | Ayman Hussein            | al-Quwa al-Dschawiya | 27   |
| 2.    | Mahmoud al-Mawas         | al-Shorta SC         | 20   |
| 3.    | Ibrahim Ghazi            | Al-Hedod SC          | 18   |
| 4.    | Mohammad Qasem           | Erbil SC             | 17   |
| 4.    | Ibrahim Tomiwa           | Newroz SC            | 17   |
| 6.    | Alaa Aldin Yasin Al Dali | Naft Maysan SC       | 16   |
| 7.    | Mohanad Ali              | al-Shorta SC         | 15   |
| 8.    | Okiki Afolabi            | al-Naft SC           | 14   |
| 9.    | Marwan Hussein           | Newroz SC            | 13   |
| 10.   | Mahmoud Khalil           | Al-Kahrabaa SC       | 12   |
| 11.   | Hasan Abdulkareem        | al-Zawraa SC         | 11   |